# Ван Дейк, Герт

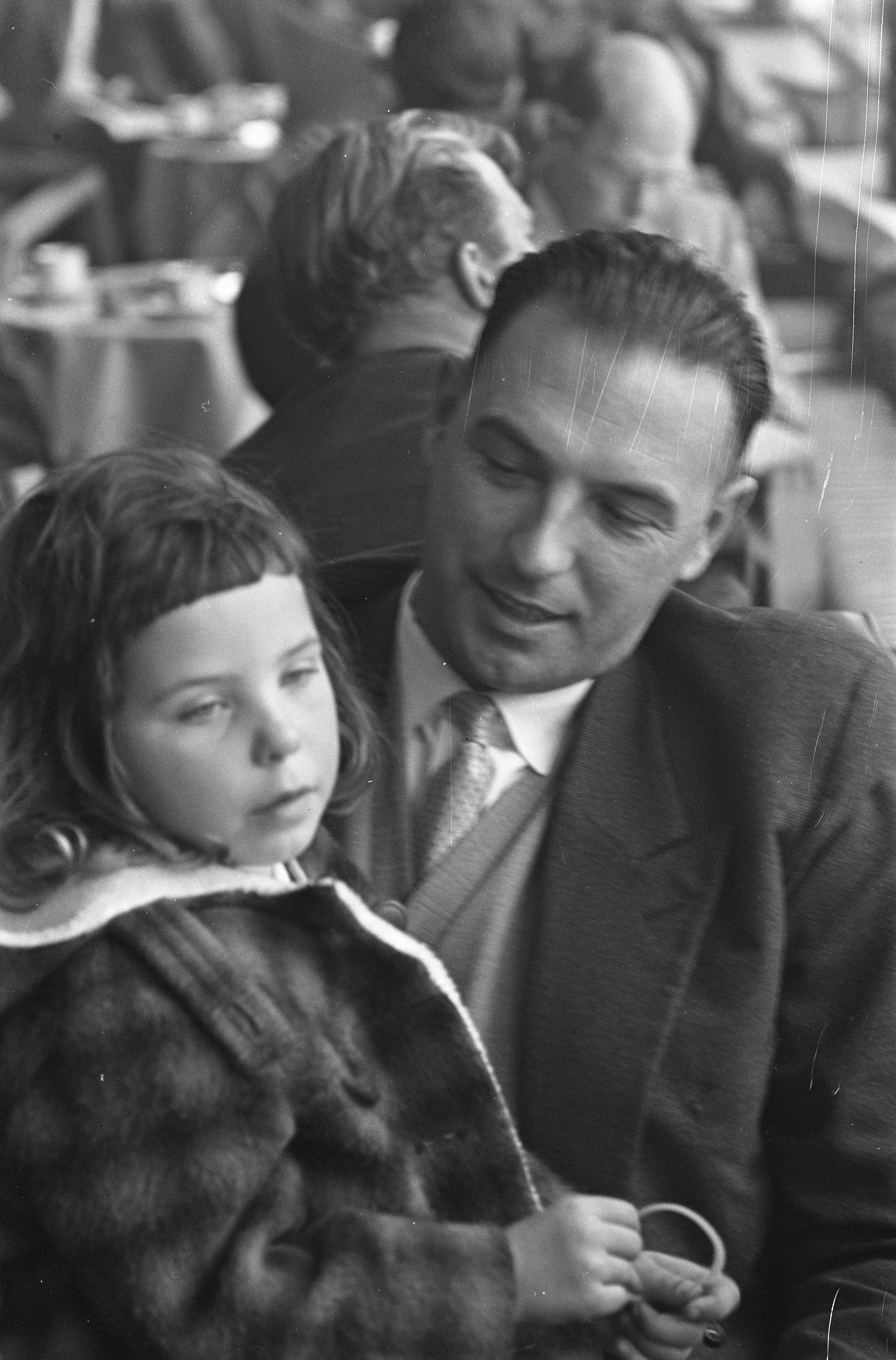
Герт ван Дейк в день его отъезда на матч за титул чемпиона мира в 1959 с Исером Куперманом

Герт ван Дейк (8 марта 1924, Ренен — 31 декабря 2012, Эде) — нидерландский шашист, международный гроссмейстер и гроссмейстер Нидерландов. Чемпион Нидерландов (1958), многократный призёр. Участник матча за титул чемпиона мира с Исером Куперманом в 1959 году (проиграл со счетом −7=13+0).
Ван Дейк умер в возрасте 88 лет.

## Спортивная биография
Ван Дейк с 1941 года член шашечного клуба WSDV из города Вагенинген.
Участник 25 Чемпионатов Нидерландов по шашкам, чемпион страны 1958 года. Закончил турнир с 20 очками в 14 партиях и разделил первое место с Рейниром Корнелисом Келлером, которого он победил со счетом 7-5 в дополнительном матче. Завоевывал золото, серебро (восемь раз) и бронзу (три раза).
В 1959 году ван Дейк выиграл турнир претендентов в Монако и получил право на матч за звание чемпиона мира против Исера Купермана. Матч состоялся в ноябре — декабре того же года и окончился поражением ван Дейка с крупным счетом 27-13.